# Singelolycka

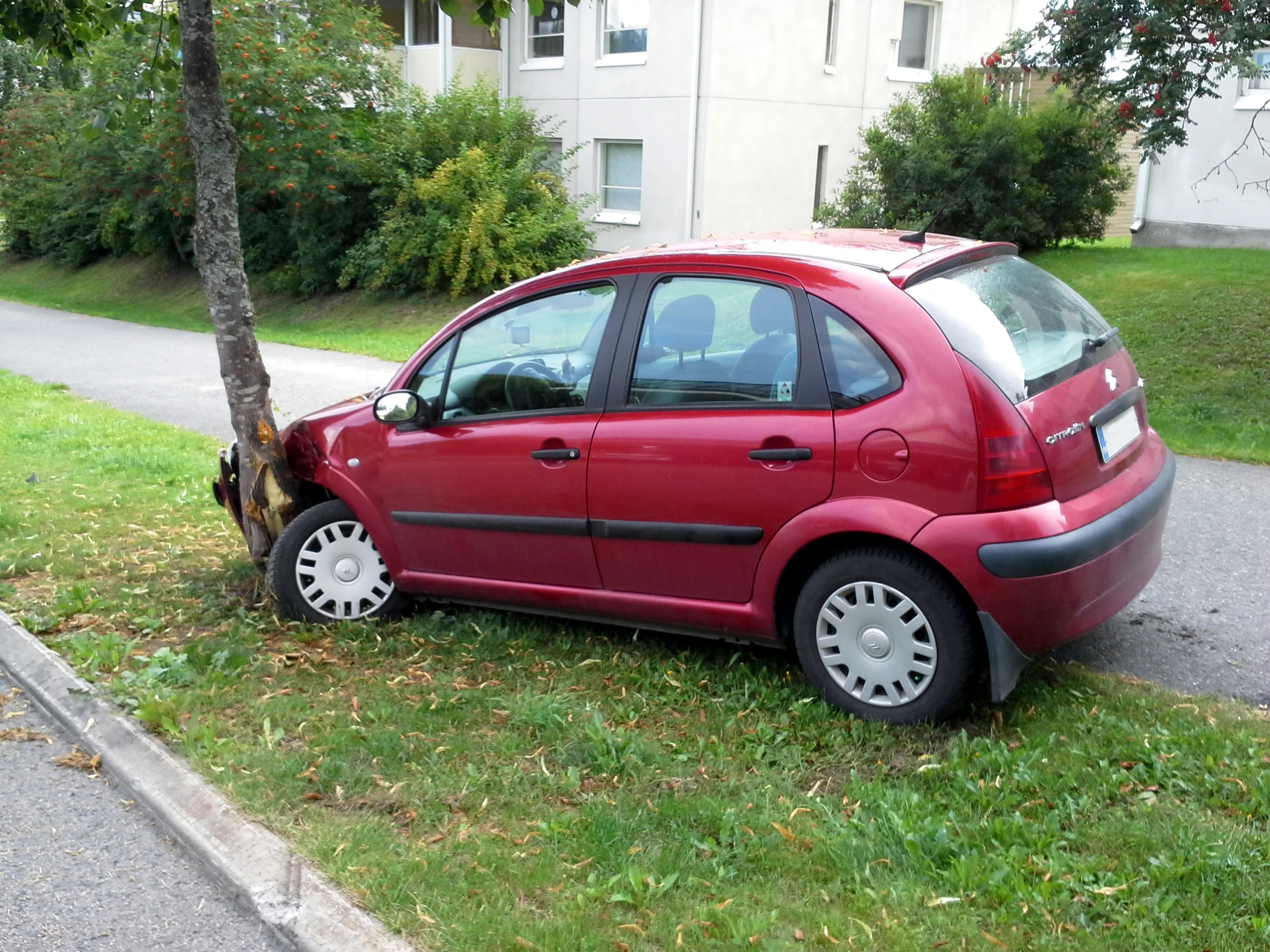
En Citroën som har krockat med ett träd.

En singelolycka är en trafikolycka där endast ett fordon är inblandat. Däremot kan flera personer drabbas i en singelolycka. Trots att det ofta är väldigt få inblandade i en singelolycka är det den typ av olycka som kräver flest dödsoffer i trafiken varje år och ofta handlar det om ett enskilt fordon som kört av vägen.
Anledningarna till att singelolyckor sker är i huvudsak tre: trötthet, för hög hastighet och alkohol- och/eller drogpåverkan. Ofta förekommer alla tre faktorerna vid en singelolycka i och med att man vid alkohol och drogpåverkan missbedömer hastighet och hur trött man är jämfört med om man vore nykter. 
Singelolyckor förekommer oftast på landsvägar, det vill säga utanför tättbebyggt område och 40 procent av dessa sker i gryning eller mörker, då föraren är som tröttast.